# Huit petits préludes et fugues
Les Huit petits préludes et fugues, BWV 553-560, sont un recueil d'œuvres —prélude suivi d'une fugue— pour instrument à clavier avec pédalier, attribuées à tort à Jean-Sébastien Bach.

## Historique
Le recueil porte une numérotation dans le catalogue de ses œuvres établi par Wolfgang Schmieder. Cette attribution est généralement considérée maintenant comme douteuse et fortement remise en cause.
Leur auteur est aujourd'hui admis comme étant un de ses élèves, Johann Tobias Krebs. On se fonde pour cette hypothèse sur certains caractères et une relative simplicité, inusités dans la plupart des compositions pour l'orgue de Bach. 

## Œuvres
- BWV 553 - Petit prélude et fugue en do majeur
- BWV 554 - Petit prélude et fugue en ré mineur
- BWV 555 - Petit prélude et fugue en mi mineur
- BWV 556 - Petit prélude et fugue en fa majeur
- BWV 557 - Petit prélude et fugue en sol majeur
- BWV 558 - Petit prélude et fugue en sol mineur
- BWV 559 - Petit prélude et fugue en la mineur
- BWV 560 - Petit prélude et fugue en si bémol majeur